# Hymne Cherifien

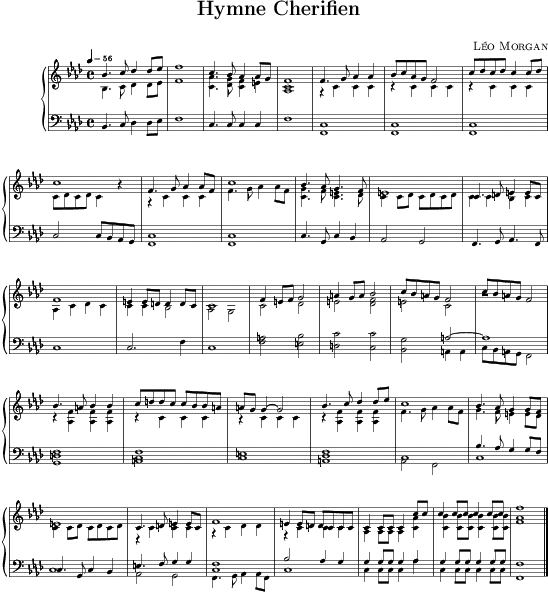
Partituur van Hymne Cherifien

De Hymne Cherifien is sinds 1956 het officiële volkslied van Marokko. Geschreven door Ali Squalli Houssaini, de componist is Léo Morgan.

## De tekst

### Arabisch
منبت الأحرار مشرق الأنوار
منتدى السؤدد وحماه
دمت منتداه
وحماه
عشت في الأوطان للعلى عنوان
ملء كل جنان ذكرى كل لسان
بالروح بالجسد
هب فتاك
لبى نداك
في فمي وفي دمي
هواك ثار نور ونار
اخوتي هيا للعلى سعيا
نشهد الدنيا أنا هنا نحيا
بشعار
ﷲ
الوطن الملك

### Transcriptie
Manbita-al ahrar
Mashriqa-al anwar
Mountada su'dadi wa himah
Doumta mountada wa himah
'Ishta fil awtan
Lil 'ula 'unwan
Mila kouli janan
Dikra kouli lisan
Bi-rouhi
Bil-jasadi
Habba fattaq
Labba nidaq
Fi fami wa fi dami hawwa tharaqa nur wa nar
Ikhwatin hayya
Lil 'ula sahya
Nushidi dunya
Ana houna nahya
Bi-shi'ar
Allah (s.w.t.)
Al-watan
Al-malik

### Nederlandse vertaling
Fontein van vrijheid, bron van licht
Waar soevereiniteit en veiligheid elkaar treffen
Moge altijd samengaan in veiligheid
En soevereiniteit
Je hebt te midden van naties geleefd met sublimiteit
Ieders hart gevuld
Gezongen door iedere tong jouw kampioen is opgestaan en beantwoordt je roep.
Voor je ziel, voor je lichaam
De zegen hebben zij overwonnen
In mijn ziel en in mijn bloed
Jouw briezen ontwaakten zowel licht als vuur
Omhoog! Mijn broeders, streef naar het hoogste
Wij roepen tegen de wereld dat wij hier zullen leven
Met ons embleem:
God,
thuisland, koning
Onafhankelijke staten: Algerije · Angola · Benin · Botswana · Burkina Faso · Burundi · Centraal-Afrikaanse Republiek · Comoren · Congo-Brazzaville · Congo-Kinshasa · Djibouti · Egypte · Equatoriaal-Guinea · Eritrea · Ethiopië · Gabon · Gambia · Ghana · Guinee · Guinee-Bissau · Ivoorkust · Kaapverdië · Kameroen · Kenia · Lesotho · Liberia · Libië · Madagaskar · Malawi · Mali · Marokko · Mauritanië · Mauritius · Marokko · Mozambique · Namibië · Niger · Nigeria · Oeganda · Rwanda · Sao Tomé en Principe · Senegal · Seychellen · Sierra Leone · Somalië · Soedan · Swaziland · Tanzania · Tsjaad · Togo · Tunesië · Zambia · Zimbabwe · Zuid-Afrika · Zuid-Soedan
Niet algemeen erkende landen: Somaliland · Westelijke Sahara
Afhankelijke gebieden: Mayotte · Réunion (onofficieel) · Saint Helena, Ascension and Tristan da Cunha (onofficieel)